# 中華民國陸軍機械化步兵第三三三旅
陸軍機械化步兵第三三三旅（英語：333 Mechanized Infantry Brigade），為中華民國國軍駐守於臺灣屏東縣萬巒鄉的陸軍部隊，編配在陸軍第八軍團指揮部。隊名「埔光部隊」，部隊番號傳承自陸軍步兵第三三三師，第三三三師在大陸時期番號為國民革命軍第二師，由於國民革命軍第一師在第二次國共內戰全軍覆沒，因此轉進撤退來台的第二師，後來亦稱為「天下第一師」。
第二師大陸時期英勇善戰，亦號稱常勝師，七七事變後，改隸國民革命軍第五十二軍，為國軍第六大主力。

## 背景

### 隊徽含義
盾牌形代表機械化步兵旅，並有團結合作之意涵。

方格代表卅五個行省與一個特別行政區。

藍白相間意然在青天白日光輝照耀下，「自由、平等、博愛」精神遍佈全國。

陸軍軍旗意指發揚黃埔精神，再造光榮傳統。

### 埔光隊歌
埔光 埔光 是領袖開創

先東征後北伐 忠勇世無雙

古北口 台兒莊 艱鉅任務一肩扛

新墻河 汨羅江 威臨河內鎮海防

抵禦外侮 我武威揚 歷史多輝煌

所向無敵 共軍膽喪  重振我家邦

## 沿革

### 大陸時期
- 1924年10月12日，於廣州黃埔軍校編成教導第一團（其中該團第二營為現在第三三三旅的前身）。[1]
- 1925年春，教導第一團在第一次東征淡水、棉湖、興寧之後，與教導第二團合編而成黨軍第一旅（旅長何應欽）。
- 1925年8月，黨軍第一旅與教導第三團擴編為國民革命軍陸軍第一師（師長何應欽)。[1]
- 1926年5月第一師在廣東潮安與粵軍第十四師(師長馮軼裴)互換兩個團，其中教導第一團與第十四師第四十團對調。[1]
- 1928年10月於安徽蚌埠，第十四師改編為國民革命軍陸軍第二師（師長顧祝同）。[1]
- 1937年7月七七事變後，國民革命軍第五十二軍於咸陽編成，旋移防河北保定隸屬第一戰區，軍長關麟徵。下轄第二師，師長鄭洞國；第二十五師，師長張耀明。[2]
- 1938年，第二師隨軍部轉進至魯南，參加徐州會戰，在台兒莊戰役中表現出色。
- 1938年7月參加武漢會戰外圍的江西瑞昌戰鬥。
- 1938年11月，第五十二軍第二師在接下來的中國抗日戰爭中，隸屬第九戰區，守衛湘北新墻河防線，與日軍隔河對峙達九個月久。
- 1939年9月參加了第一次長沙會戰等戰役。
- 1940年秋天，日軍進駐法屬越南後，第五十二軍第二師調防雲南南部，防止日軍攻擊滇南。
- 1945年由滇南駐地赴越南北部接受日軍投降。

### 戡亂時期
- 1946年第五十二軍從海防由美軍船運秦皇島，一路沿北寧鐵路經長城攻入東北，擊敗林彪指揮的東北民主聯軍佔領瀋陽。
- 1946年10月第二師與东北民主联军在摩天嶺血戰，打開進軍安東的門戶。接著師長劉玉章得到情報，知道安東空虛，大膽長驅直入，取下鳳凰城、安東，直抵鴨綠江北岸。[3]同月，在新開嶺戰役中，東北民主聯軍第四縱隊發動反擊，全殲國軍第五十二軍第二十五師[4]。
- 1948年10月31日，遼瀋會戰中，該軍南下營口準備進行敵前海上撤退，與南下追擊的解放軍東北野戰軍第九縱隊及獨立二師遭遇，解放軍殲滅第五十二軍第二師全部、第二十五師大部和軍屬輜重團共1.48萬人[4]。第五十二軍其餘部隊順利登船，第二師部份部隊因宣懷輪意外起火，而葬身火窟。但大部分部隊成功轉進至葫蘆島。
- 1949年5月上海戰役期間，第五十二軍於月浦之戰與解放軍三個團交戰，造成其重大損失，戰役後期轉進至台灣。[5]
- 1952年，第二師於新竹湖口與陸軍第四十師之一部併編為陸軍步兵第三十三師。
- 1955年11月以後，軍部所屬師級部隊不再固定，軍建制部隊僅為軍司令部及軍直屬部隊，第三十三師不再只專屬於第五十二軍。
- 1959年4月，改編為前瞻師，前瞻師每師編制約11353人，輪調外島兵力撥補目標平均在九成以上。其編制上有3團9步兵營。砲兵指揮部砲兵營擴編為4個（三個105榴砲營與一個155榴砲營）。師砲兵指揮部砲兵營番號以其師之番號乘4賦予，數字最大營即為155榴砲營。每個師砲兵營建制火砲為12門。
- 1964年，駐防金門金東， 師長應鞏華少將。
- 1964年8月1日完成金門南莒湖。
- 1965年4月30日，完成北碇-金雷坑道(金雷坑道是民國54年2月埔光部隊奉命開鑿)。
- 1966年，由金門轉進臺北，擔任首都衛戍師(臺北衛戍師)。
- 1969年8月1日，「嘉禾案」改為陸軍裝甲步兵第三三師，撤團改旅。
- 1970年9月1日，改編為陸軍野戰重裝步兵第三三師，重裝師編制約10500人。。
- 1972年-1973年5月擔任首都衛戍師(臺北衛戍師)。
- 1976年，變更番號為陸軍步兵第三三三師，隸屬陸軍第六十九軍。
- 1976年-1978年，擔任首都衛戍師(臺北衛戍師)。
- 1979年，因「崑崙案」改隸第八軍團。同年,參謀總長郝柏村上將下令陸軍第三三三師輪調金門。
- 1980年9月-1981年4月，駐守小金門。在師長張懷禮少將任內整建道路、修建工事，並完成執行「威遠六號演習」任務。在烈嶼海濱佇立灘頭集火樁。

### 精實時期
- 1998年7月1日，因實施「精實案」，陸軍步兵第三三三師第九九八旅（原教導第一團第二營、第二師第五團、第三十三師第九十八團）於高雄旗山的嶺口營區改編成陸軍摩托化步兵第二九八旅，簡稱摩步旅，部隊代號「埔傳」，臂章為綠底Ｍ字，首任旅長陳再福少將（任內上校升少將）。
- 2000年7月1日，因實施「精實案」，陸軍步兵第三三三師改編為「陸軍第三三師指揮機構」，已非實兵部隊。

### 精進時期
- 2004年4月1日，因實施「精進案」，陸軍摩托化步兵第二九八旅於屏東萬金營區與陸軍裝甲步兵第三九五旅併編為陸軍機械化步兵第二九八旅，部隊代號也是「埔傳」，臂章為綠底黑豹（為395旅的前身，95旅臂章的黑豹），首任旅長陳寶餘少將。
- 2004年6月25日，歷經專長轉換、編裝驗證、戰備任務訓練並通過嚴格的戰備鑑測正式成軍。
- 2007年1月1日，因實施「精進案」，陸軍第三三師指揮機構裁編。
- 2007年1月，陸軍步兵第一一七旅併入陸軍機械化步兵第二九八旅。
- 2011年11月14日至18日，執行「長青十二號演習」，與海軍陸戰隊陸戰九九旅進行對抗演練，為國軍取消師對抗後，廿年來首度跨軍種對抗。
- 2012年4月18日，陸軍機械化步兵第二九八旅實施漢光廿八號跨區增援課目，北上增援協力第三作戰區發起連續反擊。
- 2012年5月2日，陸軍司令李翔宙二級上將，頒授陸軍機械化步兵第二九八旅榮譽旗旒及榮譽標章，表彰該旅官兵在「漢光廿八號演習」中執行「跨區增援作戰任務」之傑出表現。

### 精粹時期
- 2013年7月1日，因實施「精粹案」，陸軍機械化步兵第二九八旅更銜為陸軍機械化步兵第三三三旅以傳承原陸軍步兵第三三三師番號，代號「埔光部隊」[6]，首任旅長朱永元少將。
- 2014年6月16日，陸軍機械化步兵第三三三旅支援陸軍軍官學校創校九十週年校慶，派出二支機械化步兵連編成「演習黃埔教導第一團第二營」。
- 2014年11月1日至7日，由 陸軍第十軍團指揮部（中部地區）納編相關單位編成統裁部和操演部隊，執行「長青十三號」操演，與六軍團裝甲第五八四旅進行對抗演練。
- 2015年9月10日，漢光31號演習聯興演習中，擔任藍軍的陸軍機械化步兵第三三三旅首度公開驗證CM-32雲豹裝甲車在沙灘戰場上的機動力。
- 2018年12月14日，國軍107年狙擊手競賽由陸軍機械化步兵第三三三旅奪得個人獎項第一名。
- 2019年11月29日，陸軍機械化步兵第三三三旅第二營第三連第一排於金湯營區實施機械化步兵排輪訓結訓，並與友軍陸軍機械化步兵第二三四旅第三營第二連第一排締結為「兄弟排」。

## 組織

### 可恃戰力專案前

#### 編階
- 旅長：一位少將
- 副旅長：二位上校
- 政戰主任：一位上校
- 參謀主任：一位上校
- 旅士官長：一位一等士官長

#### 直屬單位
- 旅部連、憲兵排、
- 支援營：裝騎偵搜連、步兵精誠連、工兵連、反裝甲連、化學兵連、醫護連、運輸連、航空直升機支援連
- 福利排：會客室、休閒餐飲班、福利供應中心、洗衣烘乾縫紉班、畜牧班、養植班
- 通資作業連
- 保修連
- 工兵連

#### 下轄單位
- 機械化步兵第一營（營部暨營部連、機步一連、機步二連、機步三連），於萬金營區
- 機械化步兵第二營（營部暨營部連、機步一連、機步二連、機步三連），於萬金營區
- 機械化步兵第三營（營部暨營部連、機步一連、機步二連、機步三連），於萬金營區
- 機械化步兵第四營（營部連+機步連x3），因應特殊任務而成立，於2011年移編至陸軍裝甲第五六四旅
- 戰車營（營部連+戰車連×3），於萬金營區，前身為裝甲獨立第五一旅戰車第七一二營、裝甲第五六四旅戰車第三營，於2011年移編機步第二九八旅（機步三三三旅前身），2021年聯兵旅成編後裁編
- 砲兵營（營部暨營部連、砲一連、砲二連、砲三連），於萬金營區

### 可恃戰力專案後

#### 編階
- 旅長：一位少將
- 副旅長：二位上校
- 政戰主任：一位上校
- 參謀主任：一位上校
- 旅士官長：一位一等士官長

#### 直屬單位
- 旅部連
- 通資作業連
- 保修連
- 工兵連

#### 下轄單位
- 聯合兵種第一營（戰鬥支援連、機步一連、機步二連、火力連、戰車連），於萬金營區
- 聯合兵種第二營（戰鬥支援連、機步一連、機步二連、火力連、戰車連），於萬金營區
- 聯合兵種第三營（戰鬥支援連、機步一連、機步二連、火力連、戰車連），於萬金營區
- 砲兵營（營部連、砲一連、砲二連、砲三連），於萬金營區

## 相關
- 國民革命軍第五十二軍
- 裝甲騎兵202團
- 陸軍裝甲第九五旅
- 陸軍機械化步兵第二三四旅
- 陸軍機械化步兵第二六九旅
- 陸軍裝甲第五六四旅
- 裝甲騎兵
- 裝甲步兵
- 機械化步兵
- 機械化騎兵
- 空中騎兵
- 摩托化步兵
- 摩托化騎兵
- 龍騎兵
- 弓騎兵
- 驃騎兵

## 附註
1. 1 2 3 4  孫建中，《國民革命軍陸軍第五十二軍軍史》，台北，國防部史政編譯室，2003年，第5-49頁
2. ↑  "國民革命軍陸軍第五十二軍軍史"，第51頁
3. ↑  "國民革命軍陸軍第五十二軍軍史"，第224-225頁
4. 1 2  李新總主編，中國社會科學院近代史研究所中華民國史研究室編，韓信夫、姜克夫主編 (编). . 北京: 中華書局. 2011. ISBN 978-7-1010-7998-2.
5. ↑  "國民革命軍陸軍第五十二軍軍史"，第303-316頁
6. ↑  陸軍機械化步兵298旅更銜333旅 的存檔，存档日期2015-02-16.，廖銘瑞，青年日報，中華民國國防部青年日報社，2013-7-2